# Stazione di Crocicchie
La stazione di Crocicchie è una stazione ferroviaria impresenziata e senza traffico situata sulla linea Roma-Capranica-Viterbo, nel territorio comunale di Anguillara Sabazia, facente parte della Città Metropolitana di Roma, oggi in uso come posto di movimento.

## Storia
La prima volta che la denominazione della stazione compare in un documento ufficiale dell'amministrazione autonoma delle Ferrovie dello Stato risale al 1916.
Venne ideata come fermata "rompitratta" dato che si trovava in una parte della linea in moderata pendenza e i locomotori a vapore che effettuavano la relazione Roma-Viterbo avevano necessità di fermarsi per ristabilire le condizioni di sicurezza necessarie all'evitare slittamenti.
Sin dalla sua attivazione era servita da pochi convogli al giorno e all'interruzione del servizio viaggiatori nel 1994 quasi nessun treno fermava più nella località.

## Movimento
La stazione non è interessata da servizio viaggiatori ma funge da posto di movimento per l'incrocio dei convogli lungo la tratta a binario unico da Viterbo Porta Fiorentina a Cesano di Roma.